# Свети Димитър (Никищан)
Вижте пояснителната страница за други значения на Свети Димитър.
„Свети Димитър“ (на гръцки: Ιερά Μονή Αγίου Δημητρίου) е православен женски манастир край правищкото село Никищан (Никсияни), Егейска Македония, Гърция, част от Елевтеруполската митрополия на Вселенската патриаршия, управлявана от Църквата на Гърция.
Манастирът е разположен на километър северозападно от Никищан. Североизточно е манастирът „Свети Йоан Предтеча“, а северозападно „Света Богородица Икосифиниса“. Основател на манастира е митрополит Амвросий Елевтеруполски. В 1977 година в манастира се установяват първите монахини. Манастирът празнува на Димитровден (26 октомври) и на Въведение Богородично (1 октомври). В него има мощи на Свети Димитър, Свети Филип, Свети Теодор Студит, Свети Давид Солунски, Свети Серафим.